# Mikrochimérismus

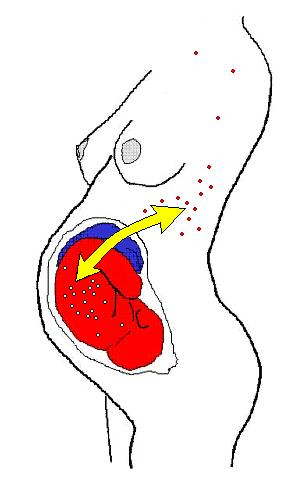
Mikrochimérismus na schématu

Mikrochimérismus je přítomnost dvou a více geneticky odlišných populací buněk odvozených z různých zdrojů v jednom orgánu nebo jednotlivci. U lidí vzniká například při krevních transfúzích, transplantacích orgánů, nebo během těhotenství.

## Fakta
U lidí je nejčastější takzvaný fetální mikrochrochimérismus. Vzniká během těhotenství a to transplacentárním přenosem buněk plodu do cirkulace matky, který je označován jako fetální mikrochimérismus, přenosem buněk matky do fetální cirkulace, což je označováno jako maternální mikrochimérismus a přenosem fetálních buněk u vícečetného těhotenství, přičemž je více buněk přeneseno z plodu do těla matky než naopak. Buňky plodu mohou v krevním oběhu nebo orgánech matky přetrvávat roky, dokonce dekády po těhotenství. Fetální buňky se vyskytují i v těle žen, které prodělaly potrat, a to jak přirozený, tak uměle vyvolaný.
K přenosu fetálních mikrochimerických buněk (FMC) do těla matky dochází od počátku těhotenství, v krvi matky mohou být detekovány už v sedmém týdnu, přičemž jejich množství v krevním řečišti a tkáních matky postupně narůstá až do porodu, po něm je většina fetálních buněk z krevního řečiště matky odstraněna působením imunitního systému, který aktivuje jejich apoptózu. I přes tuto činnost imunitního systému je ale přetrvávání FMC v krevním oběhu nebo tkáních matky po porodu mezi savci běžné.
Bylo prokázáno, že 85% těhotných žen má ve své krvi buňky z těla svého plodu. U 50% žen tyto buňky přetrvávají i po porodu a u 25% dospělých žen se nachází buňky od jejich matek. Co se týče výměny buněk mezi dvojčaty v děloze, platí, že až 8% dvojčat je chimérických pro svou krevní linii, v případě trojčat dokonce 21%.
Předpokládá se, že fetální buňky, které jsou přenášeny do těla matky, jsou převážně hematopoetického původu a to například jaderné erytroblasty (NRBC), lymfocyty nebo hematopoetické kmenové buňky, rozpoznány byly také trofoblasty a mesenchymální kmenové buňky.

## Význam
Příčiny vzniku tohoto biologického fenoménu nejsou zatím stoprocentně jasné, nicméně pravděpodobná je teorie, že k přenosu buněk z plodu do těla matky dochází kvůli imunizaci matky, tedy aby imunitní systém matky nezahájil proti plodu aloimunitní reakci. Přesný proces, jakým je zajištěna tolerance imunitního systému matky vůči plodu ale není zcela objasněn. Osídlování matky buňkami jejích dětí je zřejmě dobrá strategie k tomu, aby došlo ke kýžené modulaci imunitního systému.
Současné práce předpokládají tři možné role fetálních buněk v těle matky. Některé navrhují jejich možnou negativní roli, která přispívá k zánětlivé odpovědi a tím k poškození mateřské tkáně, jiné navrhují naopak protektivní roli skrze fetální progenitorové buňky, které opravují případná poškození mateřské tkáně, třetí hypotézou je pak to, že FMC v těle matky existují bez vlivu na zdraví matky. O možné pozitivní roli FMC svědčí například studie, ukazující, že během těhotenství dochází k zlepšení prognózy některých autoimunitních onemocnění jako je roztroušená skleróza nebo revmatoidní artritida, přičemž tyto účinky jsou nejvýraznější během posledního trimestru těhotenství, tedy v době, kdy jsou koncentrace FMC v těle matky nejvyšší. Korelace naznačující možné negativní účinky lze naopak pozorovat u autoimunitních onemocnění postihujících štítnou žlázu, jako je Hashimotova tyreoiditida nebo Graves-Basedowova choroba. Přítomnost FMC byla častěji detekována v krvi a tkáni štítné žlázy právě u žen s autoimunitními onemocněními v porovnání se zdravými kontrolami. Rozporuplné závěry přináší i řada prací zkoumajících vliv přítomnosti FMC na  nádorová onemocnění u matek, a to zejména v závislosti na typu nádoru. Například jedna z prvních prací, zkoumající korelaci mezi neoplastickou tkání a výskytem FMC, se zaměřila na karcinom děložního čípku a ukázala, že přítomnost fetálních buněk může implikovat vyšší riziko karcinomu děložního čípku. Naopak výsledky několika prací, které zkoumaly tutéž korelaci pro papilární karcinom štítné žlázy, naznačily možnou protektivní roli FMC. Ještě odvážnější je tvrzení, že buňky dítěte ve své matce mohou nahrazovat některé opotřebované tkáně a tím jim třeba prodlužovat střední délku dožití. Zajímavé v této souvislosti je, že v pokusech s myší se často fetální buňky usídlí v orgánu, který byl experimentálně poškozen.